# Simonas Kairys
Simonas Kairys (ur. 19 kwietnia 1984 w Telszach) – litewski polityk i działacz samorządowy, w latach 2015–2019 wicemer Kowna, w latach 2020–2024 minister kultury.

## Życiorys
W 2003 ukończył szkołę średnią w Telszach. W 2007 uzyskał licencjat z nauk politycznych na Uniwersytecie Witolda Wielkiego w Kownie, zaś w 2011 dyplom magistra prawa i zarządzania na Uniwersytecie Michała Römera w Wilnie.
W latach 2007–2011 pracował w sekretariacie rady miejskiej Kowna jako doradca wicemera oraz jako kierownik projektów w Instytucie Myśli Liberalnej. W latach 2011–2015 był kierownikiem ds. zarządzania siecią w Poczcie Litewskiej. Udzielał się w Związku Liberałów i Centrum. W 2011 został wybrany radnym Kowna z ramienia Ruchu Liberalnego Republiki Litewskiej, do którego wstąpił w 2008. W 2015 został zastępcą mera Kowna Visvaldasa Matijošaitisa, odpowiedzialnym za kulturę, dziedzictwo, turystykę, współpracę z zagranicą, sport.
W wyborach samorządowych w 2019 bezskutecznie ubiegał się o stanowisko mera, zajmując trzecie miejsce. Nie uzyskawszy również mandatu radnego, zakończył pełnienie dotychczasowej funkcji. Został natomiast doradcą mera Visvaldasa Matijošaitisa ds. kultury. W wyborach parlamentarnych w 2020 bez powodzenia ubiegał się o mandat poselski. Nie uzyskał go z listy krajowej, a w okręgu większościowym zajął trzecie miejsce i nie przeszedł do II tury głosowania.
18 listopada 2020 kandydatka na premiera Ingrida Šimonytė ogłosiła, że Simonas Kairys został kandydatem na urząd ministra kultury w koalicyjnym rządzie Związku Ojczyzny, Partii Wolności oraz Ruchu Liberalnego Republiki Litewskiej. 11 grudnia został zaprzysiężony na tym stanowisku.
W 2024 uzyskał mandat posła na Sejm Republiki Litewskiej. W grudniu tego samego roku zakończył pełnienie funkcji ministra.

## Odznaczenia
- Order Księcia Jarosława Mądrego V klasy (2022)[10]